# 서해어업관리단
서해어업관리단(西海漁業管理團, West Sea Fisheries Management Service)은 대한민국 해양수산부의 소속기관이다. 2011년 6월 15일 발족하였으며, 전라남도 목포시 고하대로597번길 75-68에 위치하고 있다. 단장은 서기관 또는 기술서기관으로 보한다.

## 직무
- 어업지도선의 운항 관리
- 어업의 지도·단속 및 조정·관리
- 어업지도선의 통신 운용
- 어업지도선 승선요원의 교육훈련
- 원양어선의 조업상황 감시 및 불법·비보고·비규제 어업(IUU)에 대한 경보 발령

## 연혁
- 1966년 10월 20일: 수산청의 하부조직으로 어업지도관실을 설치.
- 1970년 3월 13일: 어업지도관실을 폐지.
- 1991년 6월 19일: 수산청의 하부조직으로 어업지도선관리사무소를 설치.
- 1996년 8월 8일: 해양수산부의 소속기관으로 개편.
- 2004년 1월 29일: 서해어업지도사무소로 개편.
- 2008년 2월 29일: 농림수산식품부 소속으로 변경. 소속기관으로 인천어항사무소 설치.
- 2011년 6월 15일: 서해어업관리단으로 개편.
- 2013년 3월 23일: 해양수산부 소속으로 변경.
- 2015년 1월 6일: 인천어항사무소를 폐지하고 어항의 건설 및 관리에 관한 사무를 지방해양수산청으로 이관.
- 2017년 6월 20일: 일부 관할구역을 남해어업관리단에 이관.
- 2018년 4월 2일: 현 청사로 이전.[1]

## 관할구역
- 북위 34도 연장선, 북위 34도 연장선과 동경 126도 연장선이 만나는 점, 동경 126도 연장선과 북위 34도 30분 연장선이 만나는 점, 북위 34도 30분 연장선과 진도 서쪽 끝이 만나는 점, 진도 서쪽 끝이 만나는 점에서 진도 북쪽 해안선, 진도 북쪽해안선과 진도대교가 만나는 점을 연결한 선의 북측 해역
- 내륙지역은 서울특별시·인천광역시·대전광역시·광주광역시·세종특별자치시·경기도·충청남도·전라북도·전라남도[2]

## 조직

### 단장
- 운영지원과[3]
- 어업지도과[3]
- 안전정보과[3]

## 같이 보기
- 어업지도선
  - 무궁화1호
  - 무궁화3호
  - 무궁화6호
  - 무궁화7호
  - 무궁화9호
  - 무궁화12호
  - 무궁화16호
  - 무궁화17호
  - 무궁화20호
  - 무궁화21호
  - 무궁화22호
  - 무궁화26호
  - 무궁화30호
  - 무궁화32호
  - 무궁화34호